# Рат краља Џорџа
Рат краља Џорџа је назив за војне операције које су вођене у Северној Америци између 1740. и 1748. године. Овај рат представља део Рата за аустријско наслеђе у Европи. Трећи је од четири Француска и индијанска рата. 
Рат за Џенкинсово уво је званично отпочео када је шпански командант одсекао ухо енглеском капетану Роберту Џенкинсу и рекао му да га однесе свом краљу. Рат је избио 1739. године између Шпанаца и Британаца и главни сукоби вођени су у Карибима и Џорџији а у Рат краља Џорџа ескалирао је када у рат, на страну Шпанаца, улазе Французи. Током рата британске колонијалне снаге су заузеле француско утврђење Луизбург на острву Кејп Бретон у Новој Шкотској али је оно враћено Француској по одредбама Споразума из Ахена. 
Рат краља Џорџа није решио спорна питања између Велике Британије и Француске. У даљем току сукоба Аустрија је своју подршку пружала Француској а не Великој Британији док је Британија наставила борбе са новим савазницима Пруском и Руском Империјом. Овај сукоб прерастао је у Седмогодишњи рат у Европи (Француски и индијански рат у Северној Америци), четврти у низу Француских и индијанских ратова.